# 北宋福建路帅臣列表
北宋福建路帅臣是指福建路安抚司的长官，或称安抚使，或称经略安抚使。

## 历任经略安抚使

### 宋太宗朝
- 杨克让（978年）
- 侯赟（978年—981年）
- 何允昭（981年—982年）
- 商夷简（982年—984年）
- 孙逢吉（984年—986年）
- 魏咸熙（986年—988年）
- 源护（988年—989年）
- 许骧（989年—990年）
- 马亮（990年）
- 李伟（990年—994年）
- 张允昭（994年）
- 张从式（994年）
- 冯励（994年—996年）
- 冯伉（996年—997年）

### 宋真宗朝
- 冯伉（997年—998年）
- 陈象舆（998年—1004年）
- 谢泌（1004年—1006年）
- 袁逢吉（1006年—1008年）
- 严辟疆（1008年—1010年）
- 李欣（1010年—1013年）
- 王平（1013年—1014年）
- 任晓（1014年—1017年）
- 王世昌（1017年—1019年）
- 王臻（1019年—1022年）

### 宋仁宗朝
- 康孝基（1021年—1022年）
- 陈绛（1023年—1025年）
- 胡则（1025年—1026年）
- 章频（1026年—1027年）
- 尹锡（1028年—1029年）
- 孙溉（1029年—1031年）
- 郑栽（1031年—1032年）
- 高觌（1032年—1034年）
- 张沔（1034年—1035年）
- 梁逸（1035年—1037年）
- 范亢（1037年—1038年）
- 许宗寿（1038年—1040年）
- 沈邈（1040年—1041年）
- 王逵（1041年—1044年）
- 蔡襄（1044年—1047年）
- 成戬（1047年—1050年）
- 李上交（1050年—1051年）
- 刘夔（1051年—1052年）
- 曹颖叔（1052年—1056年）
- 蔡襄（1056年—1058年）
- 刘忠顺（1058年—1059年）
- 魏琰（1059年—1060年）
- 燕度（1060年—1061年）
- 范师道（1061年—1062年）
- 元绛（1062年—1063年）

### 宋英宗朝
- 元绛（1063年—1064年）
- 张伯玉（1064年—1067年）

### 宋神宗朝
- 章岷（1067年—1068年）
- 程师孟（1068年—1070年）
- 丁竦（1070年—1075年）
- 元积中（1075年—1077年）
- 曾巩（1077年—1078年）
- 孙觉（1078年—1081年）
- 刘瑾（1081年—1082年）
- 谢卿材（1084年—1085年）

### 宋哲宗朝
- 谢卿材（1085年—1086年）
- 孙昌龄（1086年）
- 许懋（1086年—1087年）
- 朱福（1087年—1088年）
- 林积（1088年—1090年）
- 柯述（1090年—1092年）
- 范峋（1092年—1093年）
- 王祖道（1093年—1094年，1098年）
- 叶伸（1094年—1097年）
- 温益（1097年—1098年）
- 程之邵（1098年—1100年）

### 宋徽宗朝
- 程之邵（1100年）
- 柯述（1100年—1102年）
- 陈轩（1102年）
- 王祖道（1102年—1104年）
- 王涣之（1104年—1105年）
- 陈觉民（1105年）
- 叶棣（1105年—1106年）
- 檀宗旦（1107年—1109年）
- 罗畸（1109年—1111年）
- 孙琦（1111年—1112年）
- 张励（1112年—1113年）
- 黄裳（1113年—1117年）
- 苏晔（1117年）
- 陆蕴（1117年）
- 黄裳（1117年—1119年）
- 苏竣（1119年—1120年）
- 余深（1120年—1123年）
- 刘韐（1123年—1124年）
- 柳庭俊（1124年）
- 陆藻（1124年—1125年）
- 柳庭俊（1125年）

### 宋钦宗朝
- 柳庭俊（1125年—1126年）
- 徐延俊（1126年）
- 李友闻（1126年）
- 江常（1126年—1127年）